# ソラーロ山

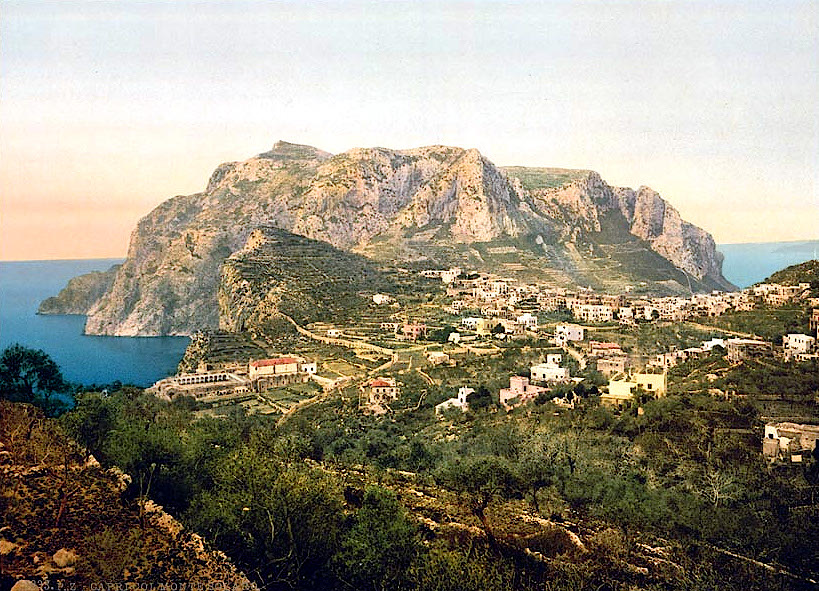
ソラーロ山付近を遠望。

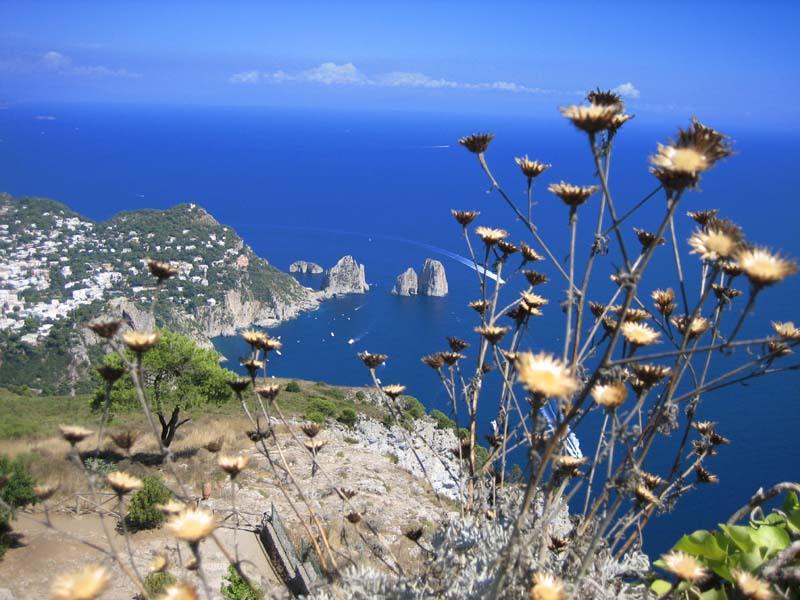
ソラーロ山の山頂付近からの眺望。

ソラーロ山（イタリア語: Monte Solaro）とは、カプリ島の中央部、やや南寄りにそびえる山である。山頂の標高は589 mであり、同島の最高峰として知られる。なお、イタリアのコムーネの1つのソラーロとは全く位置が異なる。

## 地理
ソラーロ山は、イタリアに属する山である。ソラーロ山の山頂の標高は589 mであり、イタリア国内においては別に高くないものの、カプリ島内においては最高峰である。その山容は切り立って険しく、カプリ島の東西を分断する山の1つと言える。ソラーロ山の地質は、カプリ島の主な地質と同様に、石灰岩が主体である。

## 気候
ソラーロ山の気候は、典型的な地中海性気候である。なお、カプリ島内の低地と比べると、標高が高い分だけ、特に冬は気温が低い。

## 人文
ソラーロ山には19世紀初頭に、イギリスとフランスが戦争をした際に使用された小規模な要塞である「Fortino di Bruto」が立地する。その一方で、ソラーロ山からティレニア海やナポリ湾の方向への眺望は、画家などには有名である。

## 参考地図

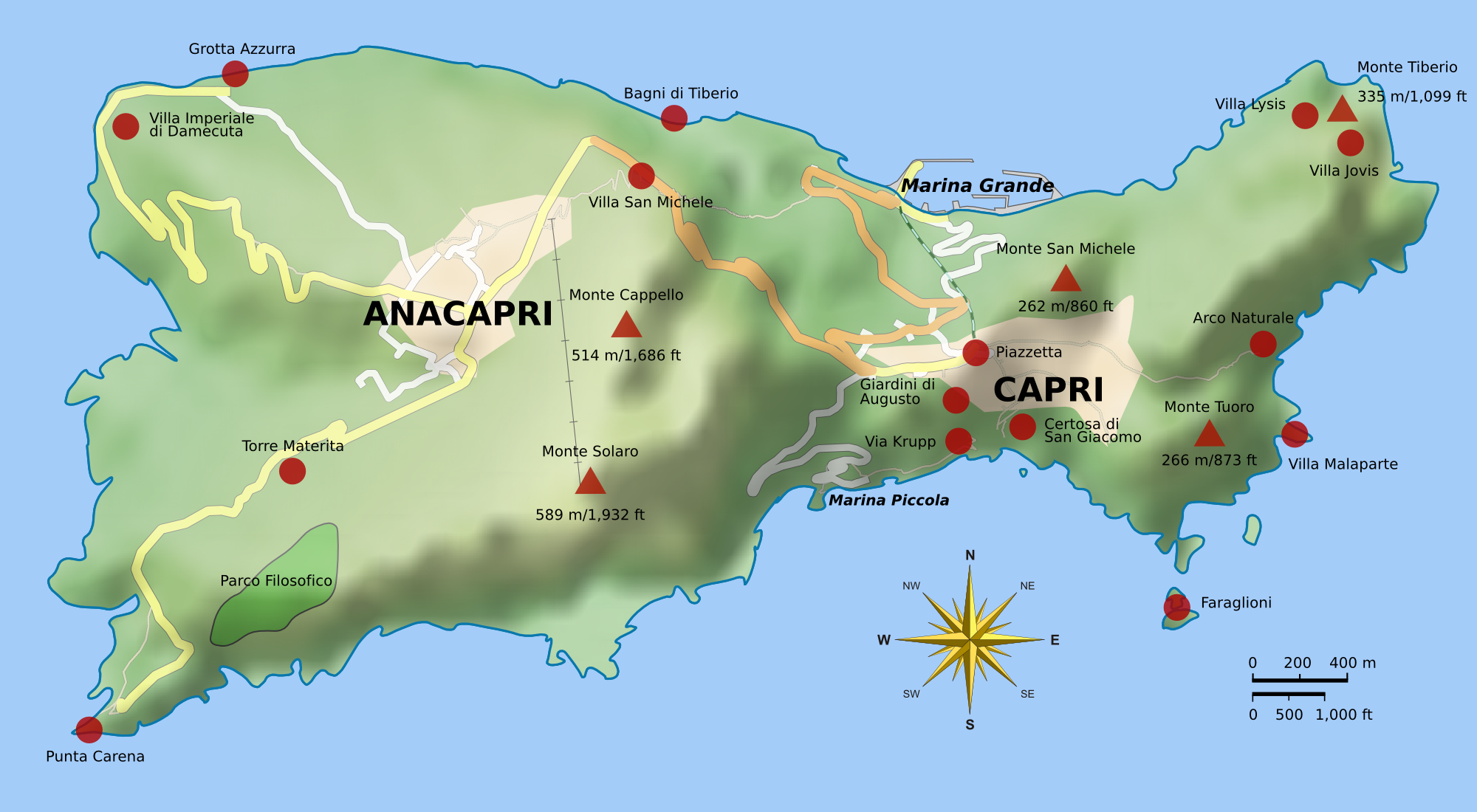
カプリ島内の地図。中央部にMonte Solaroと書かれている箇所が、ソラーロ山の位置である。